# Xian de Kaihua
Le xian de Kaihua (开化县 ; pinyin : Kāihuà Xiàn) est un district administratif de la province du Zhejiang en Chine. Il est placé sous la juridiction administrative de la ville-préfecture de Quzhou.

## Démographie
La population du district était de 338 920 habitants en 1999.

## Personnalités
Zhan Xugang (1974-), champion olympique d'haltérophilie en 1996 et 2000.